# NGC 6157
NGC 6157 est une galaxie lenticulaire relativement éloignée et située dans la constellation du Dragon. Sa vitesse par rapport au fond diffus cosmologique est de 9 276 ± 32 km/s, ce qui correspond à une distance de Hubble de 136,8 ± 9,6 Mpc (∼446 millions d'al). NGC 6157 a été découverte par l'astronome américain Lewis Swift en 1886.